# دانيال جونز (كاتب)
دانيال جونز (بالإنجليزية: Daniel Jones)‏ هو كاتب أمريكي، ولد في 19 مارس 1949 في مورتون في الولايات المتحدة.